# 태평양먹장어
태평양먹장어(학명: Eptatretus stoutii)는 먹장어과 먹장어속에 속하는 원양 어류이다. 몸길이는 최대 63cm이다. 고생대의 초기 어류와 비슷한 모습을 갖추고 있으며, 자기방어로 끈끈물을 분비하는 습성이 있다.